# 焦韦
焦韦（義大利語：Giove），是意大利特尔尼省的一个市镇。总面积15.19平方公里，人口1943人，人口密度127.9人/平方公里（2009年）。ISTAT代码为055014。